# Вологодский вагоноремонтный завод
ОАО Вологодский вагоноремонтный завод (ВВРЗ) (ранее Вологодский паровозо-вагоноремонтный завод, Вологодский вагоноремонтный завод имени М. И. Калинина) — старейшее промышленное предприятие в Вологде, основанное в 1906 году на базе Главных мастерских Северных железных дорог. С 10 сентября 2021 года входит в структуру АО «Вагонная ремонтная компания — 1» (ВРК-1). Завод специализируется на ремонте железнодорожных вагонов, производстве комплектующих и запасных частей для железнодорожного транспорта.

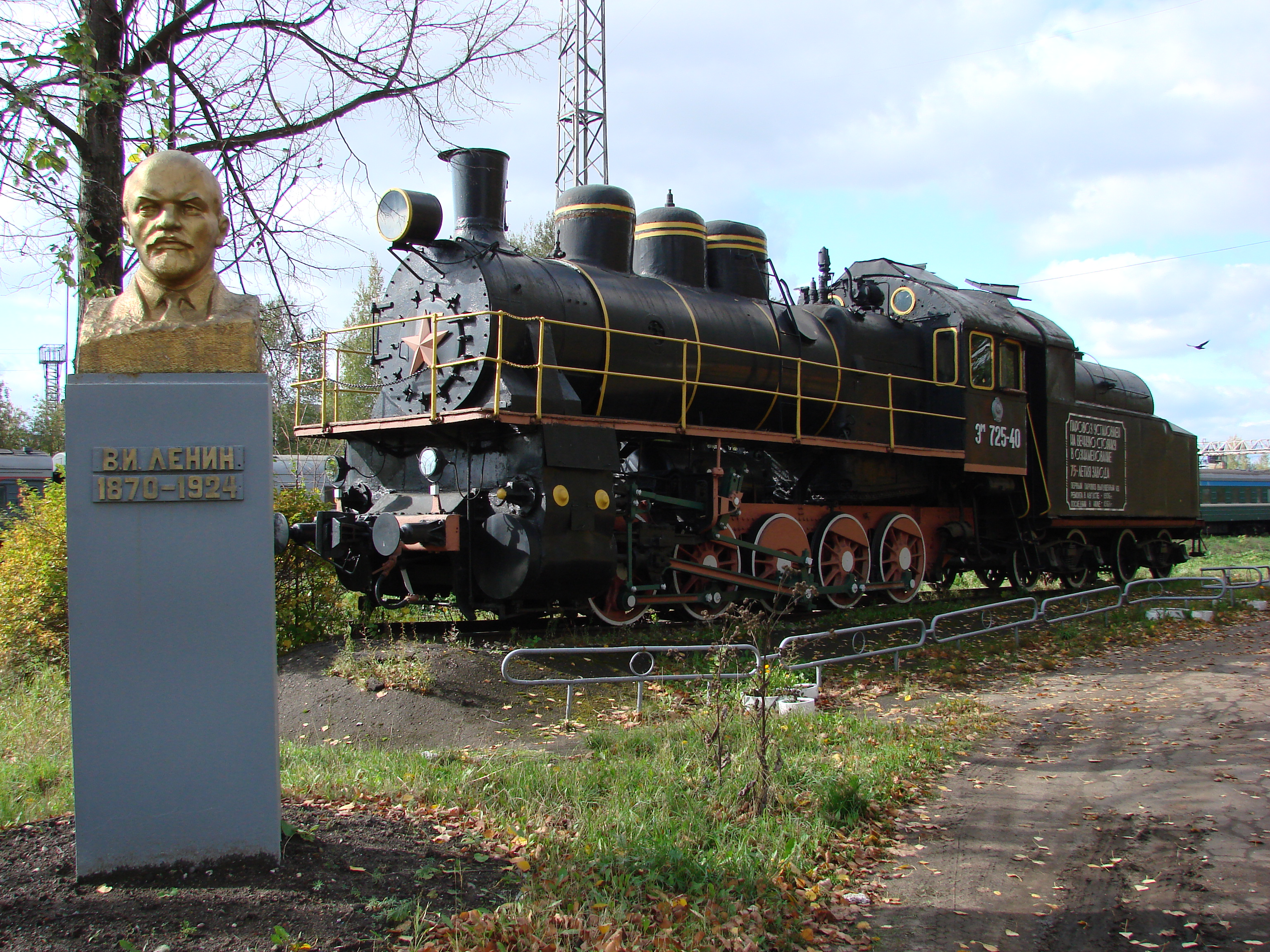
Паровоз типа Э^{М} №725-40

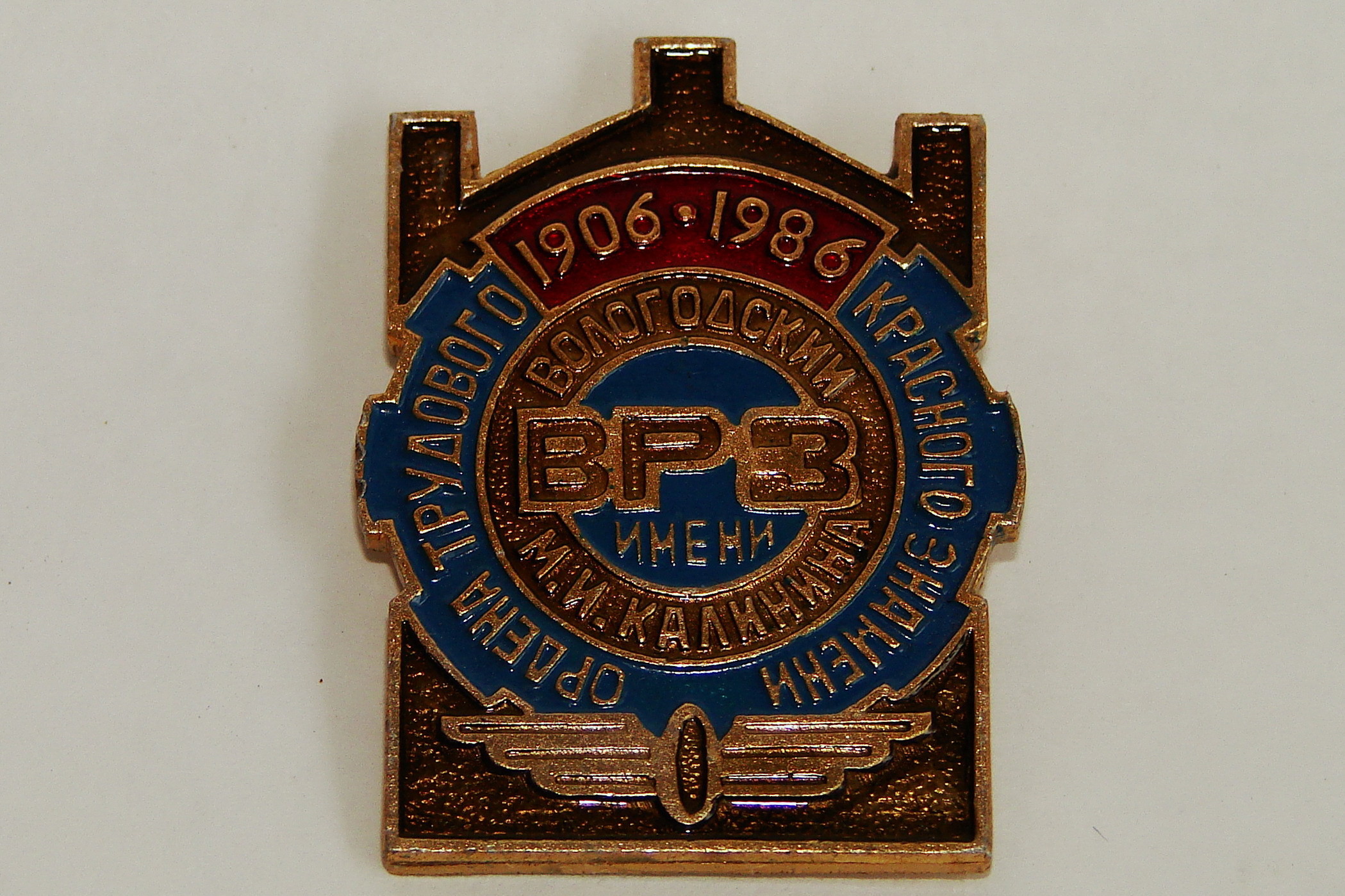
Значок в честь 80-летия завода

## История завода

### Основание и дореволюционный период
Вологодский вагоноремонтный завод, первоначально известный как Вологодские главные железнодорожные мастерские, был основан в начале XX века на пересечении Санкт-Петербургско-Вологодской и Ярославско-Архангельской железных дорог. Строительство мастерских началось активно: одновременно возводились одиннадцать производственных корпусов. Первыми были построены паровозосборочная мастерская с пристройкой для трубочной мастерской, стойла для растопки паровозов и тамбурный выступ для их ввода и вывода. Рядом с паровозосборочной мастерской разместились токарно-механическая мастерская, кузница, бандажная и колесная мастерские, а также корпуса для деревообделочных, столярных и малярных производств. Кроме того, были возведены литейная и вагоносборочные мастерские.
На территории мастерских также построили главный магазин для реализации запасных частей к подвижному составу, лесопилку, контору и контрольную будку. Производственные здания разместились на заболоченном участке площадью 4655,35 квадратных саженей, где ранее находились полуразрушенные сараи и старая городская бойня. Территория была огорожена высоким забором, а для удобства транспортировки проложили путь, соединяющий мастерские с Санкт-Петербургско-Вятской и Вологодско-Архангельской железными дорогами.
Механическое оборудование для мастерских было поставлено и установлено зарубежными фирмами. Например, станки для токарно-механической и колесной мастерских были произведены варшавской фирмой «Герлях и Пульст», а монтажом занималось акционерное общество «Вольта». Оборудование для электростанции было предоставлено и установлено фирмой «Фельзер и Розенлев». В процессе установки принимали участие мастера, приехавшие из Польши.
В начале своей деятельности мастерские занимались литьём. Уже в 1905–1906 годах здесь изготавливали высококачественные чугунные и бронзовые изделия. Благодаря этому предприятие получило народное название «чугунолитейный завод», а литейный цех стал основой предприятия, которое быстро развивалось, обеспечивая ремонт и обслуживание паровозов и вагонов Северных железных дорог. Первую продукцию — отремонтированный паровоз — завод выпустил в августе 1906 года.
Условия труда рабочих были крайне тяжёлыми: 10–11-часовой рабочий день, низкая оплата, отсутствие техники безопасности. Мастерские стали центром революционной активности: рабочие участвовали в стачках 1905 года, маевках и распространении большевистских листовок.

### Советский период
В годы первых пятилеток мастерские были модернизированы, оснащены новым станочным оборудованием. Завод стал обслуживать все железные дороги севера европейской части СССР. Завод был специализирован на ремонте трёх серий паровозов и пассажирских вагонов. Были построены дизельная электростанция, лаборатория, кислородная станция, арматурный цех и медницкое отделение. В ремонтном производстве широко стала применяться штамповка, наплавка металла под слоем флюса, сушка древесины токами высокой частоты и другие передовые технологии того времени. С 1935 года завод стал называться Вологодский паровозо-вагоноремонтный завод.

### Великая Отечественная война
Завод был перепрофилирован на производство военной продукции, был налажен выпуск минометов и боеприпасов, а также ремонт броне- и авиаремонтных поездов. В годы Великой Отечественной войны коллектив завода четырежды удостаивался переходящего Красного знамени Государственного комитета обороны СССР, а переходящее Красное знамя Народного комиссариата путей сообщения и ЦК профсоюза рабочих железнодорожного транспорта было вручено 13 раз. В 1946 году это знамя было передано заводу на вечное хранение. Также заводчане 13 раз удостаивались переходящего Красного знамени ГКО и ВЦСПС. Четверо сотрудников завода были удостоены звания Героя Советского Союза:  Игорь Каберов, Александр Панкратов, Анатолий Маракасов, Сергей Орешков.

### Послевоенное развитие
В 1950-е годы завод освоил ремонт тепловозов и цельнометаллических вагонов. Были механизированы трудоёмкие процессы, внедрены автоматическая сварка и скоростные методы обработки металла. В 1956 году, к 50-летию предприятия, более 130 работников получили государственные награды. В 1960 году завод перешёл на семичасовой рабочий день, сохранив высокие темпы производства ..
Последний паровоз был отремонтирован в июле 1968 года.
С 1976 года завод переходит на ремонт цельнометаллических вагонов, выпускает для них запасные части. Постановлением Совета Министров РСФСР с 22 сентября 1976 года паровозовагоноремонтный завод переименован в «Вологодский вагоноремонтный завод имени М. И. Калинина».
В связи с образованием ОАО «Российские железные дороги» Вологодский вагоноремонтный завод с 1 октября 2003 года являлся филиалом ОАО «РЖД».
В связи с проведением структурных реформ в железнодорожной отрасли в 2007 году завод из филиала ОАО «РЖД» преобразован в открытое акционерное общество, являющееся дочерним по отношению к ОАО «РЖД». С 1 июля 2007 года ОАО «Вологодский вагоноремонтный завод» начал свою самостоятельную хозяйственную деятельность.
В 2021 году произошла реорганизация предприятия, в результате которой оно присоединилось к АО «ВРК-1» . В связи с этим деятельность юридического лица АО «Вологодский вагоноремонтный завод» была прекращена, и предприятие было снято с налогового учёта.
В 2022 году завод победил в номинации «Лучший вологодский зелёный офис» среди крупных предприятий Вологды.

## Продукция
По состоянию на 2012 год ОАО «Вологодский вагоноремонтный завод» специализировался на производстве следующей продукции и услуг:
- Ремонт вагонов:
  - капитальный ремонт пассажирских вагонов
  - капитальный ремонт багажных и почтовых вагонов
  - переоборудование пассажирских и специальных вагонов в багажные
  - капитальный ремонт экипажной части цистерн для перевозки опасных грузов
  - капитальный и деповской ремонт всех типов грузовых вагонов — полувагоны, цистерны (корме 8-миосных — планируется сертификация производства), платформы, хопперы, крытые вагоны и др.
  - капитальный ремонт и переоборудование специальных, служебно-технических вагонов
- Ремонт и формирование колесных пар:
  - колесные пары нового формирования, ремонт колесных пар со сменой элементов, колесные пары СОНК
- Сборка грузовых вагонных тележек
- Сетчато-проволочные каркасы для композиционных тормозных вагонных колодок

## Награды
- За самоотверженный труд в годы Великой Отечественной войны заводу было передано на вечное хранение переходящее красное знамя ВЦСПС и МПС[3].
- 31 июля 1981 года «За самоотверженный труд во время Великой Отечественной войны и достигнутые производственные успехи» завод награждён орденом «Трудового Красного Знамени».

## Персоналии
На заводе после окончания Великой Отечественной войны работал полный кавалер Ордена Славы Владимир Андреевич Афанасьев.